# Texas Hippie Coalition
Texas Hippie Coalition (THC) är ett amerikanskt heavy metal/stonerrock-band som grundades år 2004 i Denison i Texas av John Exall och James Richard "Big Dad Ritch" Anderson.

## Medlemmar
Nuvarande Medlemmar
- James Richard "Big Dad Ritch" Anderson – sång
- Rado Romo – basgitarr (2019– )
- Devon Carothers – trummor (2019– )
- Cord Pool – gitarr (2014– )
- Nevada Romo – gitarr (2016– )

Tidigare medlemmar
- Scott "Cowboy" Lytle – trummor
- Carl Lowe – trummor
- Cody Bailey – trummor
- Ryan "The Kid" Bennett – trummor
- Randy Cooper – gitarr (?–2012)
- Wes Wallace – gitarr (?–2014)
- Michael Hayes – gitarr
- Cody Perryman – gitarr
- Alden "Crawfish" Nequent – gitarr
- Gunnar Molton – trummor
- Dillon Escue – slagverk
- Lance Bruton – slagverk
- John Exall – basgitarr
- Timmy Braun  trummor

Bildgalleri

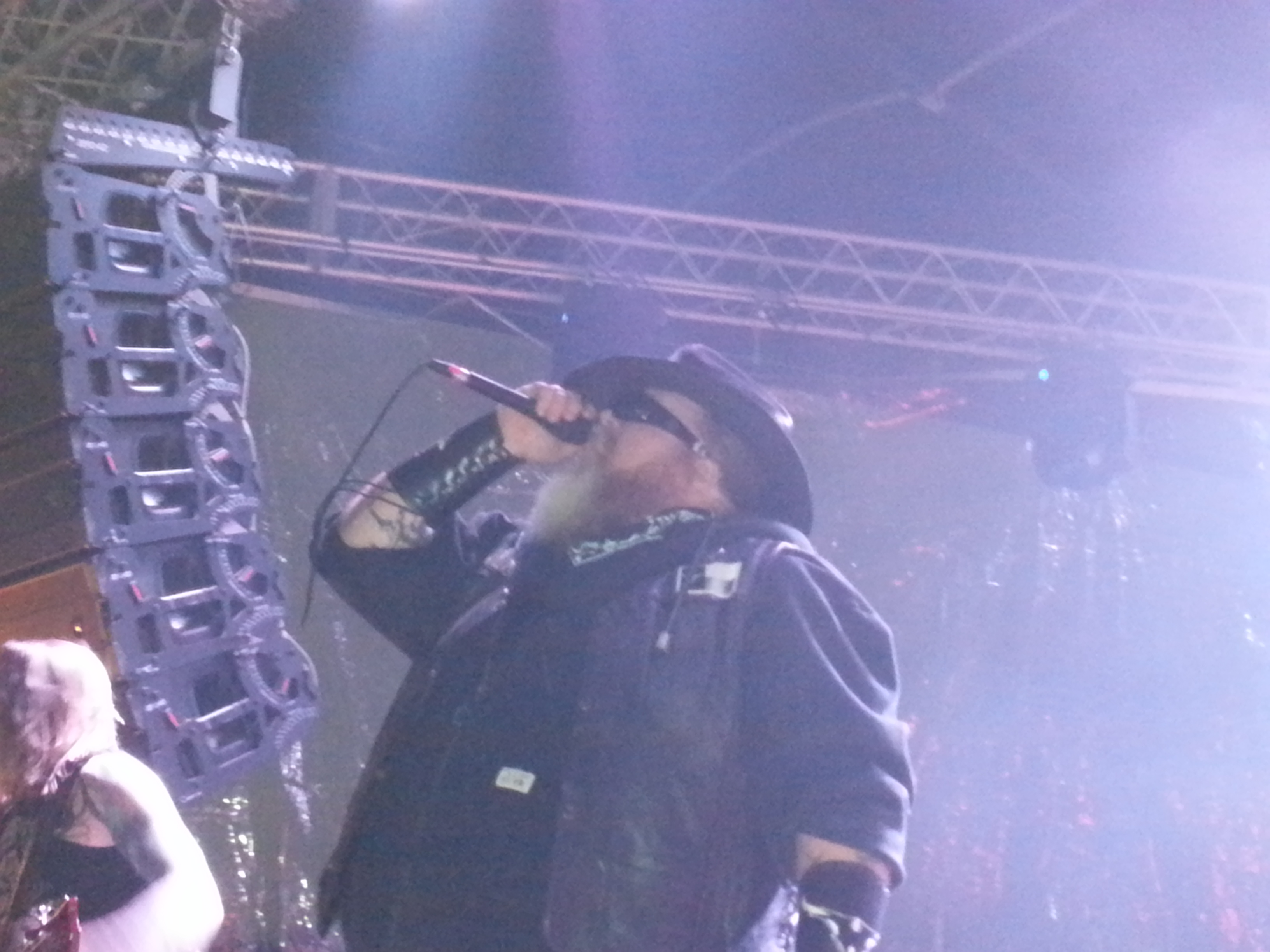
Big Dad Ritch
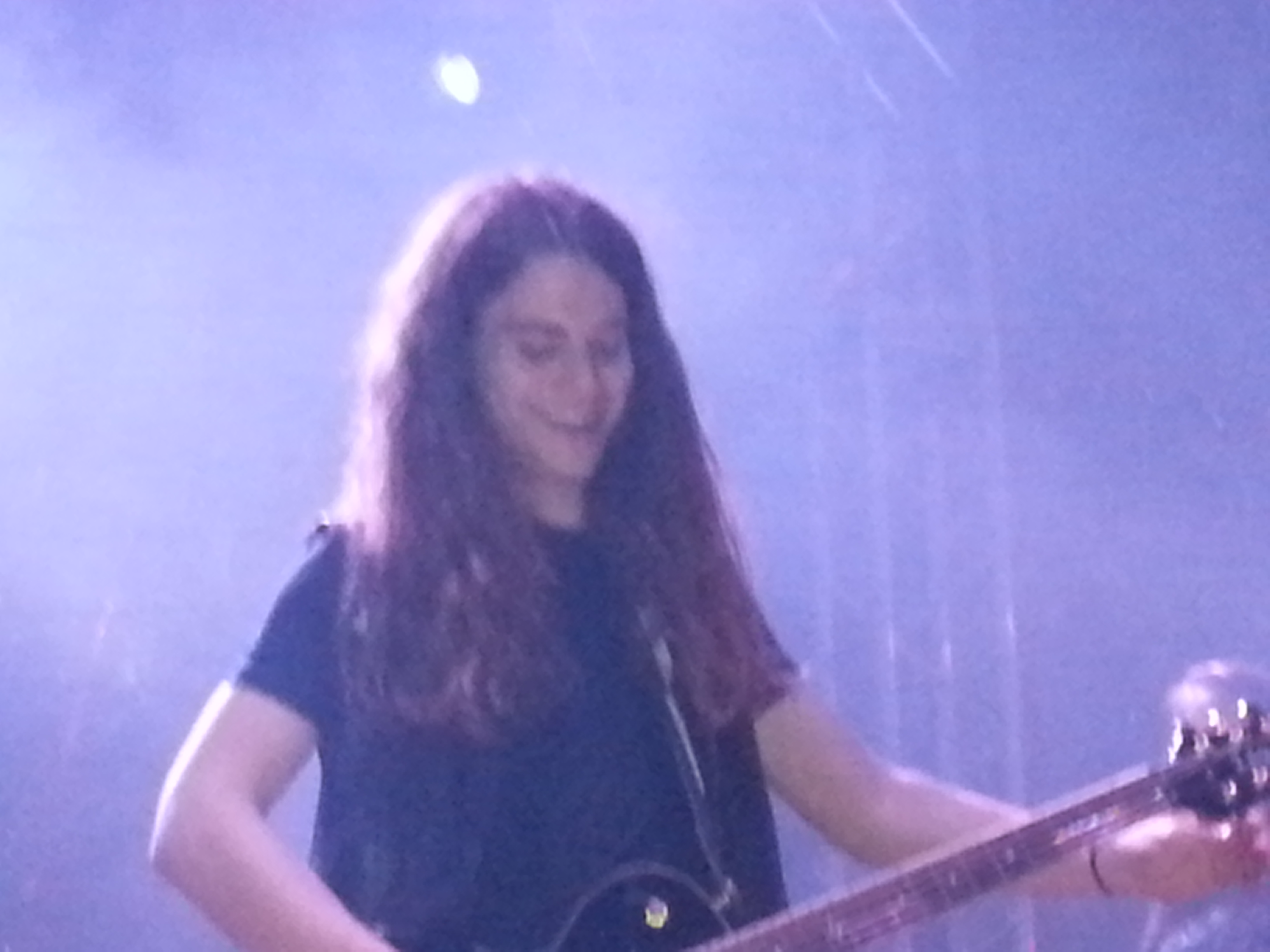
Cord Pool
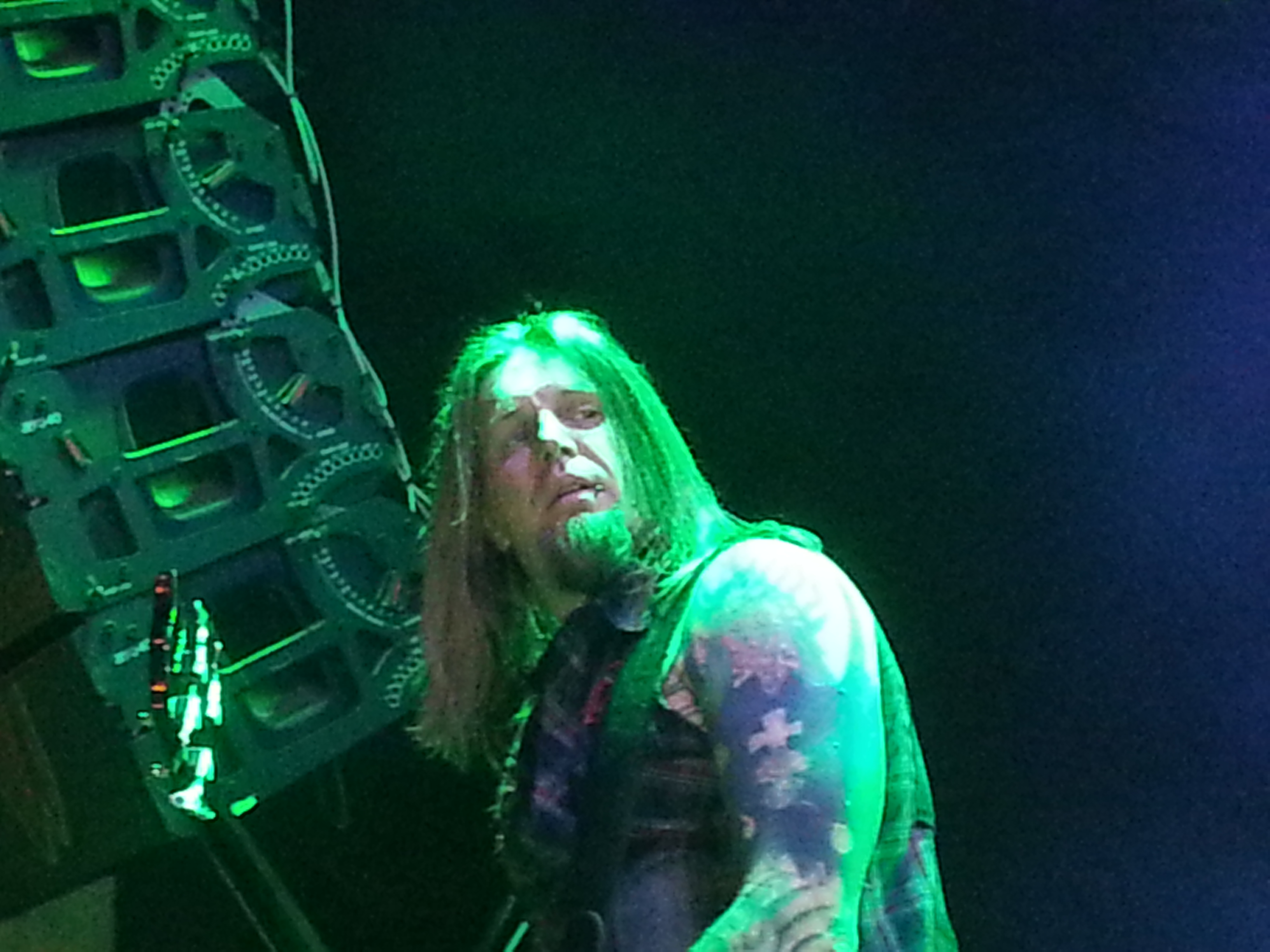
John Exall
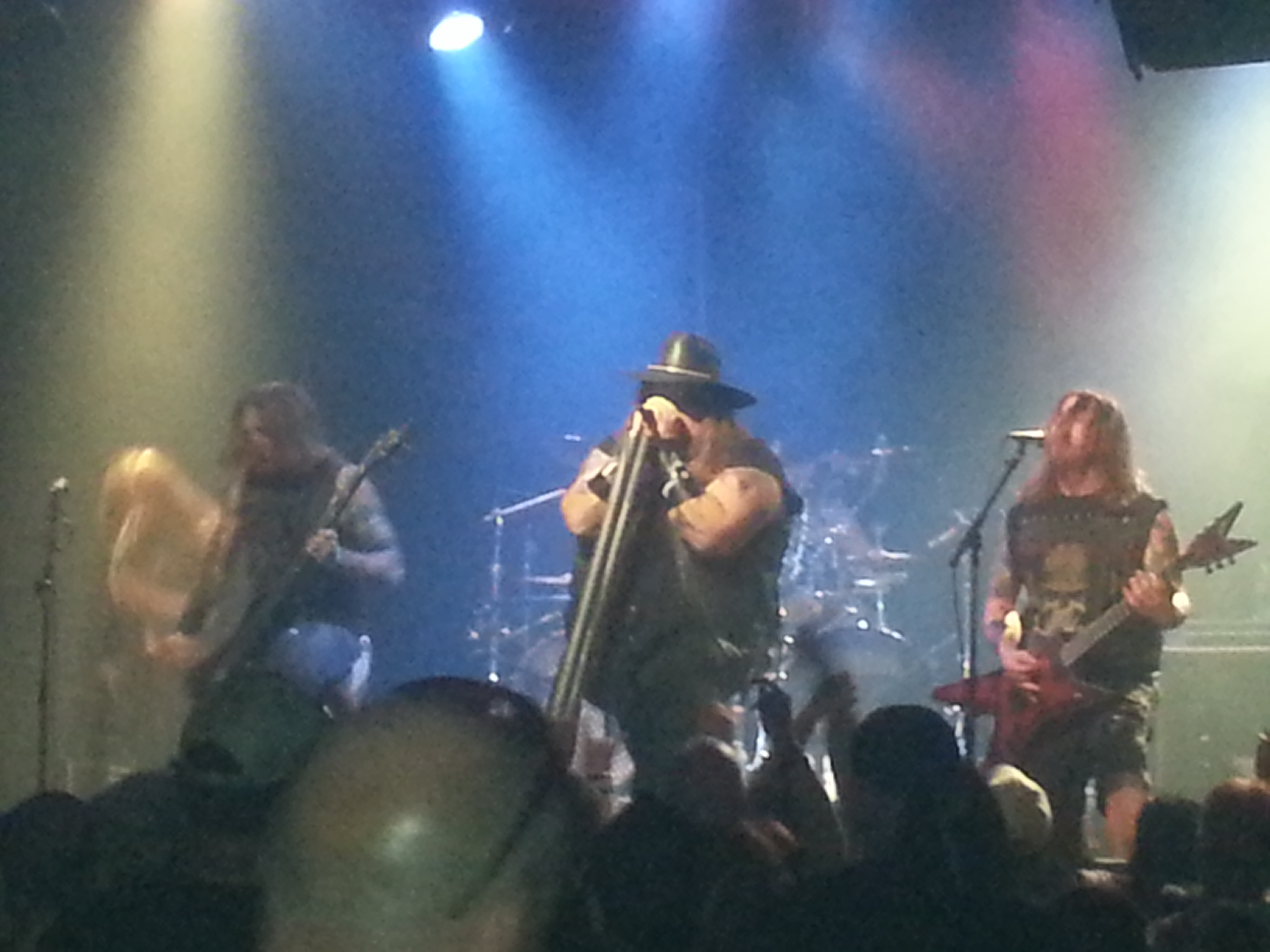
Texas Hippie Coalition live 2013

## Diskografi

### Studioalbum
- Pride of Texas (Självproducerad) – (2007)
- Rollin' (Carved Records) – (2010)
- Peacemaker (Carved Records) – (2012)
- Ride On (Carved Records) – (2014)
- Dark Side of Black (Carvel Records) – (2016)
- High in the Saddle (eOne) – (2019)

### Singlar
- "Turn It Up" – (2013)
- "Damn You to Hell – (2013)
- "Monster in Me" – (2014)
- "Rock Ain't Dead" – (2015)

### Video
- Leaving – (2008)
- No Shame – (2009)
- Pissed off and Mad About It (Version 1) – (2009)
- Pissed off and Mad About It (Version 2) – (2010)
- Turn It Up – (2012)
- Angel Fall – (2016)